# Ллапі (футбольний клуб)
Футбольний клуб «Ллапі» або просто ФК «Ллапі» (алб. Klubi Futbollistik Llapi Podujevë; KF Llapi) — професіональний косовський футбольний клуб з міста Бесіана.

## Досягнення
- Ліга е Паре
  -  Чемпіон (2): 2003/04, 2014/15
- Кубок Косова
  -  Володар (2): 2020/21, 2021/22
- Суперкубок Косова
  -  Володар (1): 2021

## Відомі гравці
- Фаділ Вокррі
- Нельсон Нету
- Леандру Сільва